# Banda Cabaçal dos Irmãos Aniceto
A Banda Cabaçal dos Irmãos Aniceto é um tradicional e centenário grupo musical brasileiro, criado em 1815 em Crato, no Ceará. Foi fundado por José Lourenço da Silva, conhecido como Aniceto, descendente dos cariris. Desde então, o legado do conjunto tem sido mantido por filhos, netos e bisnetos de Aniceto.
Suas composições são inspiradas do cotidiano do trabalhador rural sertanejo, utilizando-se de instrumentos de sopro e percussão como pífanos, zabumba, caixa e pratos de metal. O grupo já gravou quatro discos, tocou ao lado de nomes como Luiz Gonzaga, Hermeto Paschoal e Quinteto Violado e já se apresentou em Portugal, na Espanha, na França e na Turquia.
 

Em 2007, a banda foi condecorada com a Ordem do Mérito Cultural. Em 2015, foi declarada Patrimônio Imemorial da Cultura do Crato. O grupo também foi reconhecido pela Secretaria de Cultura do Estado do Ceará com o Prêmio Dragão do Mar de Arte e Cultura em 1998.